# Comité d'État à la Défense
Le Comité d’État à la Défense ou GKO, son acronyme en russe, est un comité soviétique chargé de la politique militaire. 
Il est créé à l’initiative de Molotov le 30 juin 1941, 8 jours après le déclenchement de l’opération Barbarossa, après une période de quelques jours où Staline est demeuré prostré ou aurait perdu toute capacité d'initiative. Molotov se rend avec Béria, Malenkov, Vorochilov, Mikoïan et Voznessenski dans la datcha de Staline et propose de concentrer le pouvoir dans un Comité à la Défense de cinq membres comprenant Staline à sa tête, Molotov chargé de l’industrie aéronautique et de la production de chars, Béria chargé de la protection de l’ordre interne et de la lutte contre la désertion, Malenkov et Vorochilov.  Staline donne son accord et lance le 3 juillet à la radio un appel au peuple soviétique. Lazare Kaganovitch entre au GKO le 20 février 1942 et Nikolaï Boulganine le 22 novembre 1944.
Le GKO constitué à l'image du Bureau politique en plus ramassé (5 membres au lieu de 13) dispose de tous les pouvoirs en tous domaines. Ses ordres ne sont soumis à aucun contre-pouvoir.
De sa création le 30 juin 1941 à sa dissolution le 4 septembre 1945, le GKO promulgue 9 971 arrêtés sur différents thèmes concernant la défense y compris sur la politique étrangère.
D’après Khrouliov, responsable des arrières, de fait, le GKO était le bureau de Staline.